# Przydatki głowowe

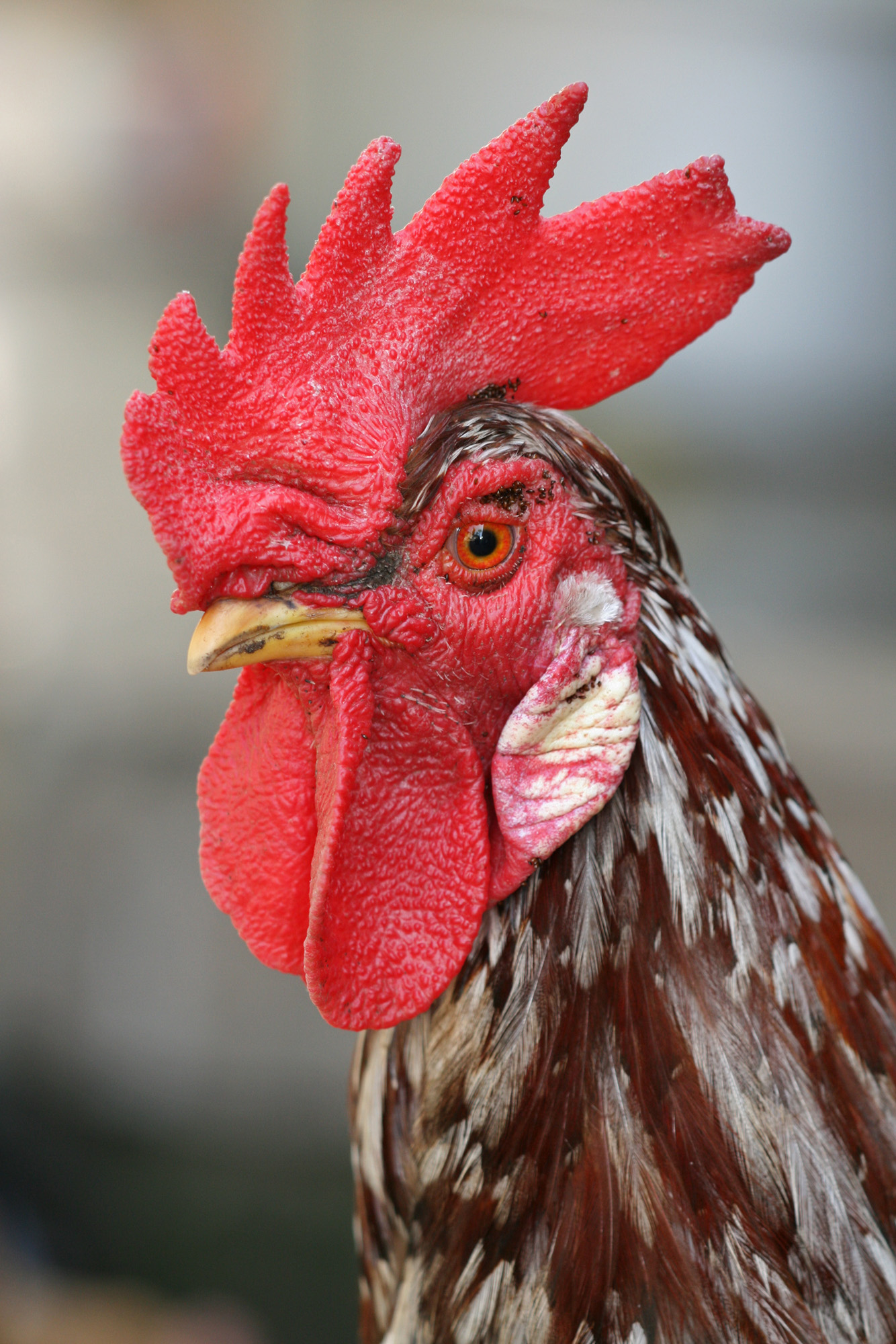
Przydatki głowowe koguta

Przydatki głowowe – mięsiste wyrostki (narośla) pod gardłem (korale) lub na głowie (grzebień) obecne u niektórych gatunków ptaków, kóz lub innych zwierząt. Mogą wypełniać się krwią, co powoduje ich usztywnienie i powiększenie (erekcję). Narząd ten występuje najczęściej u osobników jednej płci danego gatunku.
U ptaków narząd ten jest wykorzystywany głównie w poszukiwaniu odpowiedniego partnera. Dobrze rozwinięte przydatki cechują osobniki o wysokim poziomie testosteronu, dobrze odżywione i zdrowe. Sugeruje to potencjalnemu partnerowi, że osobnik taki jest zdolny do wydania silnego potomstwa i obrony gniazda przed drapieżnikami. Jakość przydatków może być także skorelowana z genami odpowiedzialnymi za odporność przed infekcjami.
Przydatki głowowe posiadają na przykład:
- ptaki z rodziny kazuarów;
- grzebiące, w tym kurowate;
- sępy;
- czajki;
- koralniki;
- ptaki z rodzaju Anthochaera.

Poza ptakami, przydatki głowowe posiadają niektóre gatunki kóz i świń.